# Mangora oxapampa
Mangora oxapampa là một loài nhện trong họ Araneidae.
Loài này thuộc chi Mangora. Mangora oxapampa được Herbert Walter Levi miêu tả năm 2007.